# Zeresenay Berhane Mehari
Zeresenay Berhane Mehari es un cineasta etíope. Es conocido como director de las películas Difret y Sweetness in the Belly.
Es cofundador y director de contenido original de Kana Televisión, el canal de entretenimiento satelital en Etiopía.

## Biografía
Mehari nació en Adís Abeba, Etiopía en una familia con siete hermanos. Al crecer, él se mudó a EE. UU., mientras que dos de sus hermanos se mudaron a Países Bajos, y otro hermano a Suecia.

## Carrera profesional
Estudió cine en la Escuela de Artes Cinematográficas de la Universidad del Sur de California y se graduó con una licenciatura. Mientras estudiaba, fundó la productora 'Haile – Addis Pictures'.
Comenzó a trabajar como asistente de producción de dos episodios: All About Eve y The Seven Year Itch en la serie de televisión Backstory del 2000. Luego fue el asistente de producción para el episodio M * A * S * H: Comedy Under Fire en 2001 serial History vs. Hollywood . En 2006, fue productor del cortometraje Leila dirigido por Hanelle M. Culpepper y realizó su primer cortometraje Coda.
En 2005, su hermano le presentó a la abogada Meaza Ashenafi. Luego, junto con él, descubrieron el caso de Hirut Assefa y la tradición de la “telefa” mientras investigaban sobre Meaza y trabajaban en su organización. Con ello como base, dirigió el largometraje Difret en 2014, que obtuvo críticas positivas y cuya productora ejecutiva fue la actriz Angelina Jolie. Aunque tuvo la oportunidad de rodar la película en 2009, esperó hasta 2012 para filmar debido a problemas de selección en el elenco. La película se estrenó en el Festival de Cine de Sundance en enero de 2013 y ganó el premio del público en Sundance, el Festival de Cine de Berlín, el Festival de Música de Cine de Park City, el Festival de Cine de Ámsterdam y en el Festival de Cine de Montreal. Sin embargo, en septiembre de 2014, las autoridades bloquearon el estreno oficial de la película en Etiopía, citando quepresuntamente daba "demasiado crédito" a Meaza. Sin embargo, se estrenó con dos demandas y tuvo una exitosa presentación en Etiopía.
En 2019, realizó su segundo largometraje, Sweetness in the Belly, protagonizada por Dakota Fanning y Yahya Abdul-Mateen II. Tuvo su estreno en la sección Discovery del Festival de Cine de Toronto. Fue una adaptación del libro del mismo nombre escrito por Camilla Gibb.

## Filmografía
| Año  | Título                                                    | Rol                     | Tipo                           | Ref.  |
| ---- | --------------------------------------------------------- | ----------------------- | ------------------------------ | ----- |
| 2000 | Backstory                                                 | Asistente de producción | Serie documental de televisión |       |
| 2001 | History vs. Hollywood                                     | Asistente de producción | Serie documental de televisión |       |
| 2006 | Leila                                                     | productor               | Cortometraje                   |       |
| 2006 | Coda                                                      | Director, productor     | cortometraje                   |       |
| 2008 | Africa Unite: A Celebration of Bob Marley's 60th Birthday | co-line producer        | Documental                     |       |
| 2014 | Difret                                                    | Director                | Película                       | [ 6 ] |
| 2019 | Inheritance (Wurse)                                       | Director                | Serie de televisión            |       |
| 2019 | Sweetness in the Belly                                    | Director                | Película                       |       |

## Premios y nominaciones
| Año  | Premio                                      | Categoría                                         | Resultado |
| ---- | ------------------------------------------- | ------------------------------------------------- | --------- |
| 2014 | Festival de Cine de Sundance 2014           | Gran Premio del Jurado de Cine Mundial: Dramático | Nominado  |
| 2014 | Festival de Cine de Sundance 2014           | Premio del público: Cine dramático mundial        | Ganador   |
| 2014 | 64 Festival Internacional de Cine de Berlín | Premio de la audiencia Panorama                   | Ganador   |